# Crotalaria argenteotomentosa
Crotalaria argenteotomentosa är en ärtväxtart som beskrevs av Rudolf Wilczek. Crotalaria argenteotomentosa ingår i släktet sunnhampor, och familjen ärtväxter.

## Underarter
Arten delas in i följande underarter:
- C. a. argenteotomentosa
- C. a. dolosa